# 香港中文大學學生會欖球會
香港中文大學欖球會（英文：The Chinese University of Hong Kong Rugby Football Club）為香港中文大學轄下之學生組織。該會以於大專學界（尤以香港中文大學為主）推廣英式欖球（Rugby Union）為目標，為香港中文大學之在學學生提供系統欖球訓練，並成立男女子欖球隊，參與香港欖球總會（Hong Kong Rugby Union）以及香港大專體育協會（University Sports Federation，簡稱USF）所舉辦之大專七人制及大專十五人制英式欖球比賽（已於2016年停辦）。
球會的男子欖球隊於2010－11、2011－12年度連續兩個球季盡攬包括渣打大專男子七人欖球邀請賽第一及第二組別盃賽冠軍、香港大專體育協會男子七人欖球賽冠軍、大專男子十五人欖球聯賽盃賽冠軍在內所有香港大專界英式欖球冠軍，是史上第一間及至今唯一成為「男子五冠王」的大學欖球會；女子欖球隊於2013－2014、2014－2015、2015－2016及2016－2017年度連續四季奪得香港大專體育協會女子七人欖球賽冠軍，為史上唯一「四連冠」的香港女子大學欖球隊。2016－2017年度男、女子隊更成為香港大專歷史上唯一一間包攬香港大專體育協會男子及女子七人欖球賽冠軍的大學。2018－2019年度，球會奪得香港大專體育協會男子七人欖球賽冠軍及女子七人欖球賽季軍。2019-2020年度大專賽因受新冠疫情影響而取消並於2020-2021年復辦，當中男子隊成功衛冕，五年間奪得第三次冠軍，並完成隊史上第二次「二連冠」，女子隊亦維持第三名的成績。

## 球會歷史
第一屆的香港中文大學學生會欖球會委員會成立可追溯至1999－2000年度，惟由於當時香港欖球總會僅舉辦帶式欖球比賽，故會員大多不具備傳統英式衝撞式欖球的經驗。
及至2006－07年度，香港欖球總會及大專體育協會開始舉行英式欖球比賽，當時心理學系一年級生黎智沖（Kelvin）剛剛從英國回港升讀中大。在校園遇上一位中大碩士生嚴嘉兒（Edith），對方構思組織中大英式欖球校隊，故邀請有打球經驗的Kelvin加入，後來Kelvin更成為新一屆中大欖球會會長。

## 會徽意義

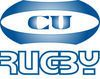
2007年以前使用的第二代會徽

新一代的香港中文大學學生會欖球會會徽由2007年沿用至今，當中以香港中文大學之校徽上之鳳凰為設計概念，配合香港中文大學之主色紫色，以及欖球形狀融合於會徽之中。

## 球隊紀事
1. 2011年1月9日 香港中文大學男子七人欖球隊於「渣打大專七人欖球邀請賽2010/11」宣佈衛冕成功，更連奪男子第一及第二組別盃賽冠軍，其中在第一組別盃賽決賽中，中大以24-0擊敗城市大學，隊員謝竣恆更獲選為最有價值球員。[3]
2. 2011年3月20日 香港中文大學男子七人欖球隊於香港大學何鴻燊體育中心舉行的「香港大專體育協會男子七人欖球賽」決賽中以 21:0擊敗「黑馬」科技大學奪得大專七人欖球界最高殊榮之「大專盃」。[4]
3. 2011年6月11日 香港中文大學男子十五人欖球隊於「2010/11渣打大專十五人欖球聯賽」銀盃賽－大學盃決賽中以16-0勇挫衛冕的港大，捧走「大學盃」，一嘗十五人聯賽冠軍滋味。[5]
4. 2012年1月8日 香港欖球總會1月8日於京士柏運動場，舉辦了渣打大專七人欖球邀請賽2012，今年共33支男、女子隊伍角逐各組別冠軍，當中包括兩支來自中國華南農業大學的邀請隊。在男子第一組別賽事，中文大學衛冕成功，在加時突然死亡時段首先成功達陣，擊敗香港大學，捧走銀盃冠軍；兩隊於法定時間內5-5平手。而中文大學II隊亦成功衛冕男子第二組別銀盃冠軍。中文大學男子隊連續三年成為第一組別銀盃冠軍，以及連續兩年成為第二組別銀盃冠軍。 [6]
5. 2012年1月8日 香港欖球總會1月8日於京士柏運動場，舉辦了渣打大專七人欖球邀請賽2012, 中文大學女子隊以15-0擊敗樹仁大學, 勇奪女子組銀盾, 為女隊史上首個錦標. [6]
6. 2012年3月18日 中大男子欖球隊衞冕成功，再次贏得香港大專體育協會欖球比賽冠軍。女子隊亦成績驕人，贏得亞軍。比賽於3月18日在沙灣徑球場舉行，中大隊員均訓練有素，英姿颯颯，比拼體育技巧與合作精神。[7]
7. 2012年6月17日 香港中文大學男子十五人欖球隊於「2011/12渣打大專十五人欖球聯賽」銀盃賽－大學盃決賽中以17-14再次擊敗香港大學，成功衛冕十五人聯賽冠軍。[8]
8. 2013年1月6日 香港欖球總會1月6日於京士柏運動場，舉辦了渣打大專七人欖球邀請賽2013，中文大學男子隊連負兩支分別來自新加坡國立大學及台灣長榮大學的外隊，僅取得殿軍，未能衞冕此前連奪三年的第一組別盃賽冠軍。[9]
9. 2013年4月7日 於京士柏運動場舉辦的香港大專體育協會欖球比賽2013，因多名主力球員畢業而處於重建階段的中文大學男子隊僅取得第八名，為球隊史上在該項賽事的最低排名。[10]
10. 2013年4月7日 於京士柏運動場舉辦的香港大專體育協會欖球比賽2013，中文大學女子隊取得殿軍，為隊史上第二個大專七人賽獎盃。[10]
11. 2014年1月5日 「渣打大專七人欖球邀請賽2014」於2014年1月4及5日(星期六、日)假京士柏運動場順利舉行。香港中文大學女子一隊於決賽加時賽以15-10擊敗了香港理工大學成為女子組盃賽冠軍得主。男子隊方面則奪得第一組別盃賽殿軍的平上屆紀錄。[11]
12. 2019年2月10日一連兩日大專盃七人欖球賽2019完滿結束，男子組就由香港中文大學大勝勁敵城大，相隔一屆後再次奪冠。 （页面存档备份，存于）
13. 2021年6月20日於天水圍天秀路欖球場誕生男子組冠軍。最終香港中文大學以21：10擊敗香港城市大學封王，用冠軍獎盃慶賀父親節；香港理工大學則戲劇性反勝香港浸會大學奪得季軍。 （页面存档备份，存于）

## 球會紀事
| 年度      | 事件/成就                                                                     | 成績                                          |
| --------- | ----------------------------------------------------------------------------- | --------------------------------------------- |
| 2006-2007 | 香港中文大學學生會欖球會成立                                                  |                                               |
| 2007-2008 | 香港中文大學男子欖球代表隊成立                                                |                                               |
|           | 首度參加香港大專體育協會男子七人欖球賽 (該屆未被列為正式大專賽項目)           | 季軍                                          |
|           | 首度參加渣打大專十五人欖球聯賽                                                | 盾賽冠軍                                      |
| 2008-2009 | 香港中文大學女子欖球代表隊成立                                                |                                               |
|           | 台北欖球集訓遊                                                                |                                               |
|           | 香港大專體育協會男子七人欖球賽                                                | 第六名                                        |
|           | 渣打大專十五人欖球聯賽                                                        | 碗賽冠軍                                      |
|           | 2008-2009香港大專欖球晚宴暨頒獎禮                                             | 年度最佳進步球隊                              |
| 2009-2010 | 渣打大專七人欖球邀請賽                                                        | 第一組別盃賽冠軍                              |
|           | 香港大專體育協會男子七人欖球賽                                                | 亞軍                                          |
|           | 渣打大專十五人欖球聯賽                                                        | 碟賽決賽                                      |
|           | 上水古洞展能運動村集訓營                                                      |                                               |
| 2010-2011 | 渣打大專七人欖球邀請賽                                                        | 第一組別盃賽冠軍                              |
|           | 渣打大專七人欖球邀請賽                                                        | 第二組別盃賽冠軍                              |
|           | 香港大專體育協會男子七人欖球賽                                                | 冠軍                                          |
|           | 渣打大專十五人欖球聯賽                                                        | 盃賽冠軍                                      |
|           | 2010-2011香港大專欖球晚宴暨頒獎禮                                             | 年度最佳男子隊球員 年度最佳男子隊教練         |
| 2011-2012 | 上水古洞展能運動村集訓營                                                      |                                               |
|           | 渣打大專男子七人欖球邀請賽                                                    | 第一組別盃賽冠軍                              |
|           | 渣打大專男子七人欖球邀請賽                                                    | 第二組別盃賽冠軍                              |
|           | 渣打大專女子七人欖球邀請賽                                                    | 銀盾冠軍                                      |
|           | 香港大專體育協會男子七人欖球賽                                                | 冠軍                                          |
|           | 香港大專體育協會女子七人欖球賽                                                | 亞軍                                          |
|           | 渣打大專男子十五人欖球聯賽                                                    | 盃賽冠軍                                      |
|           | 渣打大專女子十人欖球聯賽                                                      | 碟賽決賽                                      |
|           | 2011-2012香港大專欖球晚宴暨頒獎禮                                             | 年度最佳隊伍                                  |
|           | 2011-2012香港大專欖球晚宴暨頒獎禮                                             | 年度最佳男子隊及女子隊球員 年度最佳女子隊教練 |
| 2012-2013 | 巴基斯坦Punjab Sports Festival （页面存档备份，存于） 七人欖球邀請賽 (男子隊) |                                               |
|           | 上水古洞展能運動村集訓營                                                      |                                               |
|           | 渣打大專男子七人欖球邀請賽                                                    | 第一組別盃賽殿軍                              |
|           | 渣打大專男子七人欖球邀請賽                                                    | 第二組別盾賽決賽                              |
|           | 渣打大專女子七人欖球邀請賽                                                    | 碟賽決賽                                      |
|           | 香港大專體育協會男子七人欖球賽                                                | 第八名                                        |
|           | 香港大專體育協會女子七人欖球賽                                                | 殿軍                                          |
|           | 渣打大專男子十五人欖球聯賽                                                    | 碗賽四強                                      |
|           | 渣打大專女子十人欖球聯賽                                                      | 碟賽決賽                                      |
| 2013-2014 | 烏溪沙新青年村集訓營                                                          |                                               |
|           | 渣打大專女子七人欖球新人賽                                                    | 盃賽亞軍                                      |
|           | 渣打大專男子七人欖球邀請賽                                                    | 第一組別盃賽殿軍                              |
|           | 渣打大專女子七人欖球邀請賽                                                    | 盃賽冠軍 (女子一隊)                           |
|           | 渣打大專女子七人欖球邀請賽                                                    | 碗賽決賽 (女子二隊)                           |

Last Update: 6/1/2014

## 球會榮譽
| 榮譽                                   | 次數           | 年度                                                  |                |                |                |
| 七 人 欖 球 賽                         | 七 人 欖 球 賽 | 七 人 欖 球 賽                                        | 七 人 欖 球 賽 | 七 人 欖 球 賽 | 七 人 欖 球 賽 |
| -------------------------------------- | -------------- | ----------------------------------------------------- | -------------- | -------------- | -------------- |
| 香港大專體育協會男子七人欖球賽冠軍     | 5              | 2010-2011、2011-2012、2016-2017、2018-2019、2020-2021 |                |                |                |
| 香港大專體育協會男子七人欖球賽亞軍     | 1              | 2009-2010                                             |                |                |                |
| 香港大專體育協會男子七人欖球賽季軍     | 1              | 2013-2014                                             |                |                |                |
| 香港大專體育協會男子七人欖球賽殿軍     | 2              | 2015-2016、2021-2022                                  |                |                |                |
| 香港大專體育協會女子七人欖球賽冠軍     | 4              | 2013-2014、2014-2015、2015-2016、2016-2017            |                |                |                |
| 香港大專體育協會女子七人欖球賽亞軍     | 1              | 2011-2012                                             |                |                |                |
| 香港大專體育協會女子七人欖球賽季軍     | 3              | 2018-2019、2020-2021、2021-2022                       |                |                |                |
| 香港大專體育協會女子七人欖球賽殿軍     | 1              | 2012-2013                                             |                |                |                |
| 大專男子七人欖球邀請賽第一組別盃賽冠軍 | 3              | 2009-2010、2010-2011、2011-2012                       |                |                |                |
| 大專男子七人欖球邀請賽第二組別盃賽冠軍 | 2              | 2010-2011、2011-2012                                  |                |                |                |
| 大專男子七人欖球邀請賽第一組別盃賽殿軍 | 2              | 2012-2013、2013-2014                                  |                |                |                |
| 大專女子七人欖球邀請賽盃賽冠軍         | 1              | 2013-2014                                             |                |                |                |
| 十/ 十 五 人 欖 球 賽 (已現停辦)       |                |                                                       |                |                |                |
| 渣打大專男子十五人欖球聯賽盃賽冠軍     | 2              | 2010-2011、2011-2012                                  |                |                |                |
| 渣打大專男子十五人欖球聯賽碗賽冠軍     | 1              | 2008-2009                                             |                |                |                |

Last Update: 21/6/2021

## 歷屆香港大專體育協會七人欖球賽成績
| 年度      | 男子隊     | 女子隊     |
| --------- | ---------- | ---------- |
| 2008-2009 | 第六名     | 第六名     |
| 2009-2010 | 亞軍       | 第六名     |
| 2010-2011 | 冠軍       | 第七名     |
| 2011-2012 | 冠軍       | 亞軍       |
| 2012-2013 | 第八名     | 殿軍       |
| 2013-2014 | 季軍       | 冠軍       |
| 2014-2015 | 第七名     | 冠軍       |
| 2015-2016 | 殿軍       | 冠軍       |
| 2016-2017 | 冠軍       | 冠軍       |
| 2017-2018 | 第六名     | 第六名     |
| 2018-2019 | 冠軍       | 季軍       |
| 2019-2020 | 因疫情取消 | 因疫情取消 |
| 2020-2021 | 冠軍       | 季軍       |
| 2021-2022 | 殿軍       | 季軍       |
| 2022-2023 |            |            |
| 2023-2024 |            |            |
| 2024-2025 |            |            |

## 相關媒體報導
- 只能遠觀的欖球 黃珏芝 （页面存档备份，存于） <大學線月刊 U-Beat Issue 第92期 2009年11月>

- 開荒者─中文大學欖球隊 （页面存档备份，存于） <Sportsoho 第15期 2010年4月份>

- 「渣打大專七人欖球邀請賽2010/11」中文大學衛冕成功 連奪男子第一及第二組別盃賽冠軍 <香港欖球總會網頁 2011-01-10>

- 中大男子 7欖捧大專盃 <蘋果日報 2011-03-21>

- 中大勁炒科大捧盃 （页面存档备份，存于） <東方日報 2011-03-24>

- 「2010/11渣打大專十五人欖球聯賽」 中大勇挫港大奪「大學盃」 科大成功衛冕銀碟 <香港欖球總會網頁 2011-06-11>

- 中大捧大學盃破宿命 （页面存档备份，存于） <太陽報 2011-06-13>

- 大專欖球賽中大封王 （页面存档备份，存于） <東方日報 2011-06-13>

- 欖球 - 大專欖球賽中大挫港大奪冠[永久] <有線寬頻 2011-06-22>

- 香港欖球總會舉辦「渣打大專七人欖球邀請賽2012」 中文大學衛冕成功　連奪男子第一及第二組別銀盃冠軍 <香港欖球總會網頁 2012-01-08>

- 欖球 - 大專欖球賽中大成功三連霸[永久] <有線寬頻 2012-01-23>

- 2011 - 2012 男子、女子七人欖球賽成績 <香港大專體育協會 2012-03-19>

- 【大專欖球】城大5年後再封后 中大復仇成功踏上王座 （页面存档备份，存于） <體路 2019-02-10>

- 【大專欖球】中大再挫城大再度封王 理大戲劇性奪季為人父代教練贈興 （页面存档备份，存于） <體路 2021-06-21>

## YOUTUBE影片
- 十八區星校 --中大七人欖球隊 （页面存档备份，存于） <2010-03-27>

- CU rugby Pakistan trip （页面存档备份，存于） <2012-12-22>

## 外部連結
- 香港中文大學學生會欖球會官方網站 （页面存档备份，存于）
- 香港中文大學學生會欖球會官方Facebook專頁
- 香港欖球總會網站 （页面存档备份，存于）